# Abiola (prénom)
Pour les articles homonymes, voir Abiola.
Abiola  est un prénom masculin d'origine africaine de l'ethnie Yoruba. ce prénom signifie homme d'honneur. Il est donné à un enfant dont les parents souhaitent qu'il tienne toujours à son honneur dans la vie. Ce prénom est donné au Nigéria et au Bénin.